# Julián Velázquez
Julián Alberto Velázquez (Corrientes, Argentina, 23 de octubre de 1990) es un futbolista argentino. Se desempeña como defensor central.

## Trayectoria

### Sus inicios
Hizo sus inferiores en Boca Unidos, luego debutó profesionalmente en Independiente en la victoria de su equipo por 1 a 0 el 6 de noviembre de 2009 en un partido frente a Gimnasia de La Plata. El Avispa jugó de titular ante la suspensión de Lucas Mareque, y cumplió con una gran actuación, siendo una de las figuras del partido.

### 2010
Sin embargo, no fue hasta el 28 de marzo de 2010 que volvió a jugar en el primer equipo en el empate ante Colón. pesar de jugar pocos partidos de titular, cuando lo hizo demostró un buen nivel en defensa, lo que hizo que continuara como titular junto a Eduardo Tuzzio o Leonel Galeano.
El 3 de noviembre de 2010 Julián anotó su primer gol en Primera a los 77 minutos del encuentro frente a Deportes Tolima de Colombia por los cuartos de final de la Copa Sudamericana. El tanto se produjo mediante un centro de tiro libre ejecutado por Nicolás Cabrera y un posterior pase de cabeza de Andrés Silvera para que definiera Velázquez dentro del área chica también de cabeza, poniendo así el 2-2 final. También anotó el 1-0 en el partido de vuelta de la final contra el Goiás Esporte Clube, que finalizaría 3-1 a favor de Independiente. Así se forzó un alargue, tras el cual Independiente triunfó en la definición por penales, y se consagró campeón.

### 2011
Desde el 2011 el Avispa se afianzo de titular en la defensa de Independiente, destacándose por sus buenas actuaciones, su gran madurez y criterio para quitar la pelota y su forma de jugarla. Pése al pésimo rendimiento en el primer campeonato, en el cual Independiente perdió las copas Suruga Bank 2011, la Recopa Sudamericana 2011 y quedando eliminado primero de la Libertadores en fase de grupos y en el segundo semestre la Sudamericana en primera fase, todo esto no le impidió al Avispa desplegar su gran juego en el campo de juego, destacándose en la zaga junto a Gabriel Milito. Raramente no convocado por Sergio Batista (entrenador de la Selección Nacional por aquel entonces) dado que una de las falencias más grandes de la albiceleste era la defensa.

### 2012
En julio de 2012 Independiente y el Genoa de la Serie A de Italia acordaron el traspaso del defensor a cambio de 3.500.000 millones de euros, pero un mes después la transferencia se canceló debido a problemas en el pago de la venta, por lo tanto el jugador retornó a Independiente.
Ni bien regresó al país se puso a disposición del entrenador "Tolo" Gallego y dos días después disputó su "partido regreso" en el club, el cual fue un empate 1-1 frente a Quilmes.
En su 5º partido desde su "regreso", convirtió su primer gol en Primera División, fue en la victoria 1-0 frente a Argentinos Juniors en la Paternal; el gol fue a los 20 minutos del ST, un tiro libre ejecutado por Federico Mancuello desde la derecha, Julián le marcó la diagonal y peinó la pelota al gol.

### 2013
En su esperada reaparición por el torneo Final 2013, Julián debutó como titular en la formación ante Vélez Sarsfield por la segunda fecha del torneo. En dicho partido sufrió una prematura expulsión, dejando a su equipo con un jugador menos a las 21 minutos del primer tiempo. Julián más tarde ofrecería sus disculpas. fue una pilar clave en el equipo  del trece.

### 2014 y 2015
En 2013, Independiente sufre el descenso y Julián empieza como titular, pero a los pocos partidos sufre la rotura de ligamentos cruzados de la rodilla. Independiente sube a Primera División, pero Julián seguía sin poder pisar el terreno de juego. En octubre de 2014 el contrato de Julián acaba y, ya recuperado, es jugador libre. En enero de 2015 confirma su fichaje por el CS Gaz Metan Mediaș  de la primera división de Rumania. En agosto de 2015 confirma su fichaje por el Hajduk Split  de la primera división de Croacia.

### 2016 - 2020
En junio de 2016 ficha con el Cruz Azul de México. Llega a "los xolos" de Tijuana en agosto de 2018.En enero de 2020 se confirma su llegada a Querétar

### 2021: Vuelta a Argentina
Vuelve a Argentina para jugar en Talleres de Córdoba por 1 año.

### 2022: Rosario Central
Firmó con Rosario Central por 1 año, a préstamo.

## Clubes
| Club                   | País                | Año                 | Partidos | Goles |
| ---------------------- | ------------------- | ------------------- | -------- | ----- |
| Independiente          | Argentina           | 2009 - 2014         | 135      | 3     |
| CS Gaz Metan Mediaș    | Rumania             | 2015                | 15       | 1     |
| Hajduk Split           | Croacia             | 2015 - 2016         | 25       | 0     |
| Cruz Azul              | México              | 2016 - 2018         | 60       | 2     |
| Club Tijuana           | México              | 2018 - 2020         | 56       | 1     |
| Querétaro FC           | México              | 2020                | 21       | 1     |
| Club Tijuana           | México              | 2021                | 2        | 0     |
| CA Talleres            | Argentina           | 2021                | 1        | 0     |
| CA Rosario Central     | Argentina           | 2022                | 2        | 1     |
| Club Jorge Wilstermann | Bolivia             | 2023-2024           | 43       | 6     |
| Total en su carrera    | Total en su carrera | Total en su carrera | ¿?       | ¿?    |

## Palmarés

### Copas Internacionales
| Título            | Club          | País      | Año  |
| ----------------- | ------------- | --------- | ---- |
| Copa Sudamericana | Independiente | Argentina | 2010 |